# Aéroport international de Humberside
L'aéroport international de Humberside est situé dans le North Lincolnshire en Angleterre. C'est un petit aéroport international appartenant au Manchester Airport Group qui gère aussi l'Aéroport de Manchester.

## Histoire
L'aéroport fut créé en 1941, durant la Seconde Guerre mondiale, par la Royal Air Force sous le nom de RAF Kirmington. Il abritait alors l'Escadron 166 de la RAF qui utilisait les bombardiers Lancaster. Le site fut abandonné à la fin de la guerre en 1945 et resta inutilisé jusqu'en 1974. À cette date, l'administration territoriale rouvrit l'aéroport sous le nom d'aéroport de Kirmington. Quand la région fut renommée Humberside à la suite de la réorganisation des gouvernements locaux en Angleterre, l'aéroport changea lui aussi de nom et fut renommé aéroport de Humberside. La principale piste 03/21 a été agrandie en 1992 afin de pouvoir accueillir des aéronefs de taille supérieure.

## Activités
L'aéroport doit faire face à une compétition féroce avec les aéroports d'East Midlands (à 110 km) et de Doncaster Sheffield-Robin Hood, créé en 2005, (à 45 km). L'aéroport connaît une forte activité aérienne d'aviation générale avec la présence sur les installations de cinq aéro-club. Cela est dû en partie au faible coût de la redevance d'atterrissage. Ces installations jouent aussi un rôle majeur dans les opérations héliportés visant à atteindre les plates-formes pétrolières de la mer du Nord.

L'aéroport de Humberside abrite le siège social de la compagnie aérienne britannique Eastern Airways.

## Statistiques
Pour des raisons techniques, il est temporairement impossible d'afficher le graphique qui aurait dû être présenté ici.

Voir la requête brute et les sources sur Wikidata.

## Situation

### Carte des aéroports commerciaux d'Angleterre
| Birmingham Bournemouth Bristol Doncaster · Sheffield Durham · Tees Valley East Midlands Exeter Humberside Land's · End Leeds-Bradford Liverpool L.-City L.-Gatwick L.-Heathrow L.-Luton L.-Southend L.-Stansted Lydd Manchester Newcastle · Upon Tyne Newquay · Cornouailles Norwich Southampton St Mary des Sorlingues Carlisle Lake |

## Compagnies et destinations
| Compagnies      | Destinations                                                   |
| --------------- | -------------------------------------------------------------- |
| BH Air          | En saison : Bourgas                                            |
| Eastern Airways | Aberdeen-Dyce, Esbjerg En saison: Jersey, Newquay Cornouailles |
| KLM             | Amsterdam                                                      |
| TUI Airways     | En saison : Palma de Majorque                                  |

Édité le 13/02/2020  Actualisé le 30/03/2023